# Steal This Film
Steal This Film és una sèrie de pel·lícules que documenta el moviment contra la propietat intel·lectual dirigides per Jamie King, produïda per The League of Noble Peers i publicada mitjançant el protocol peer-to-peer de BitTorrent.
Fins ara s'han estrenat dues parts, i una edició especial de prova de The Pirate Bay de la primera part, i The League of Noble Peers està treballant en "Steal this Film – The Movie" i un nou projecte titulat "The Oil of the 21st Century".

## Primera part
Part One, rodada a Suècia i estrenada l'agost del 2006, combina relats de protagonistes destacats de la cultura de la pirateria sueca (The Pirate Bay, Piratbyrån i Pirate Party) amb material trobat, eslògans de propaganda i Vox Pops.
Inclou entrevistes amb els membres de The Pirate Bay Fredrik Neij (tiamo), Gottfrid Svartholm (anakata) i Peter Sunde (brokep) que posteriorment es van reutilitzar per acord en la pel·lícula documental Good Copy Bad Copy, així com amb els membres de Piratbyrån Rasmus Fleischer (rsms), Johan (krignell) i Sara Andersson (fraux).
La pel·lícula destaca per la seva anàlisi crítica d'un suposat intent de captura reguladora realitzada pel lobby cinematogràfic de Hollywood per aprofitar les sancions econòmiques del govern dels Estats Units a Suècia a través de l'OMC. Es presenten proves de la pressió aplicada pels tribunals suecs a la policia sueca per dur a terme una recerca i confiscació contra The Pirate Bay per interrompre el seu servei de rastreig BitTorrent, en contravenció de la llei sueca.
James Flint, de The Guardian, va qualificar la Primera part com "en el fons un documental de "caps parlants" estructurat tradicionalment amb "estils divertits" de cineastes que "practiquen el que prediquen"". També es va projectar al British Film Institute i a nombrosos esdeveniments internacionals independents, i va ser un tema de conversa al British Documentary Film Festival de 2007. El gener de 2008 es va presentar a BBC Radio 4 al programa Today, en una peça de discussió que explorava les implicacions del P2P per als mitjans tradicionals.
El material trobat a Steal This Film inclou la música de Can, temes "Thief" i "She Brings the Rain"; clips d'altres entrevistes documentals amb funcionaris del sector i governamentals; diverses promocions de la indústria contra la pirateria; logotips de diversos estudis importants de Hollywood i seqüències de The Day After Tomorrow, The Matrix, Zabriskie Point i They Live. Es creu que l'ús d'aquests clips curts constitueix un ús legítim.

## Segona part
Steal This Film (Part 2) (de vegades subtitulat 'The Dissolving Fortress') es va produir durant l'any 2007. Es va estrenar (en una versió preliminar) en una conferència titulada "The Oil of the 21st Century – Perspectives on Intellectual Property" a Berlín, Alemanya, el novembre de 2007.
Temàticament, Part 2 "examina el final tecnològic i d'aplicació de les guerres dels drets d'autor, i de la manera com l'ús d'Internet et converteix en un copiador i com la còpia et posa en perill legal". Es discuteix l'afirmació de Mark Getty que "la propietat intel·lectual és l'oli del segle XXI". Part 2 fa un paral·lelisme entre l'impacte de la impremta i d'Internet en termes de fer accessible la informació més enllà d'un grup privilegiat o "controladors". S'argumenta que la naturalesa descentralitzada d'Internet fa impossible l'aplicació dels drets d'autor convencionals. A més, Internet converteix els consumidors en productors, a través del contingut generat per l'usuari, que permet compartir, combinar i crear continguts no motivats per guanys econòmics. Això té implicacions fonamentals per a les empreses de mitjans de mercat. El documental pregunta "Com canviarà la societat" i afirma "Aquest és el futur, i no té res a veure amb el saldo bancari".
Cory Doctorow de Boing Boing la va anomenar "una sèrie documental sorprenent, divertida, enfurismada i inspiradora", i la Part 2 "fins i tot millor que la Part 1".

### Entrevistats (per ordre d'aparició)
- Yochai Benkler, professor de la Facultat de Dret de Yale
- Rick Prelinger, fundador de l' Arxiu Prelinger
- Erik Dubbelboer, cofundador de Mininova
- Aaron Swartz, cofundador de Reddit
- Fred von Lohmann, advocat de Google
- Brewster Kahle, fundador de l'Internet Archive
- Howard Rheingold, crític i autor de Smart Mobs
- Dan Glickman, antic president de la Motion Picture Association of America
- Lawrence Liang, cofundador de l'Alternative Law Forum
- Sebastien Lütgert, membre de Pirate Cinema
- Elizabeth Eisenstein, historiadora
- Siva Vaidhyanathan, professor d'Estudis de Mitjans i Dret a la Universitat de Virgínia
- Robert Darnton, historiador cultural
- Felix Stadler, teòric dels mitjans
- Adam Burns, director de free2air.org
- Eben Moglen, fundador del Software Freedom Law Center
- Seth Schoen, tecnòleg sènior de la Electronic Frontier Foundation
- Peter Sunde, cofundador i ex-portaveu de The Pirate Bay
- Robert Luxemburg, artista
- Craig Baldwin, cineasta experimental
- La Lliga dels Nobles Peers (representada per un "Vague Blur")
- SKITZ Beatz, compositor i productor discogràfic
- Wiley, raper
- Raph Levien, desenvolupador de programari lliure i empleat de Google

## Edició de prova
Una edició de prova (també coneguda com a edició '2.5' o 'Spectrial') es va llançar coincidint amb la prova de The Pirate Bay el 2009. Aquesta versió inclou material de Steal This Film I i II combinat amb noves entrevistes rodades amb Peter Sunde i altres durant el 2008, alguns antecedents històrics sobre Pirate Bay i impressores holandeses (que també eren considerades pirates), així com clips d'entrevistes sobre el conflicte legal. mateix. Steal This Film 'Spectrial Edition' està àmpliament disponible en línia i es creu que és aquesta versió que ara està disponible per a les televisions i altres.
La nova edició de Steal This Film va formar part de la Secció Oficial i en competició al Festival de Ficció Roma 2009 (Factual fil). El jurat va atorgar una Menció Especial pel seu "estil poc convencional i la seva mirada provocadora sobre la revolució mediàtica que té lloc al món".

## Festivals, cinema i altres projeccions
Steal This Film va ser seleccionada per al Sheffield International Documentary Film Festival 2008, South By Southwest festival 2008 a Austin, Texas, i el Singapore International Film Festival 2008. Altres festivals en què es va mostrar van incloure el Festival de Cinema de Tampere, 2008, Festival de Cinema de Salt Spring 2007, Festival Rhythm of the Line 2007 i Festival Internacional de Cinema de Kerala, Índia. Steal This Film va ser nominada al premi Ars Electronica 2008 Digital Communities i va ser semifinalista al concurs de 2008 del lloc de transmissió de vídeo en línia Babelgum. Entre d'altres, s'ha mostrat a History Channel Espanya, Canal + Polònia, Noga Israel, TV4 Suècia i Dublin Community TV, Irlanda.
La pel·lícula es projecta a universitats en cursos de mitjans de tot el món, inclòs el curs Media Culture & Communication de la Universitat de Nova York.

### Distribució en línia
La pel·lícula és famosa en part per ser un dels documentals més descarregats fins ara. es va publicar a través d'un acord amb The Pirate Bay; el lloc per compartir fitxers va comercialitzar Steal This Film en lloc del seu propi logotip de vaixell pirata. Això va produir milions de descàrregues de la pel·lícula i la va catapultar a un ampli reconeixement a Internet després que va arribar a Digg, Slashdot, Reddit i altres centres d'atenció en línia.
Steal This Film (Part 2) es va distribuir d'una manera similar, però amb més seguidors i índexs implicats, inclosos Isohunt i Mininova. Les estimacions del total de descàrregues actuals de la pel·lícula ronden els 6 milions només mitjançant bittorrent. Com que els creadors no han intentat restringir la còpia, la pel·lícula també està disponible a YouTube, Google Video i molts altres serveis de vídeo basats en web.
Una versió gravada amb càmera es va filtrar poc després de l'estrena de Steal This Film (Part 2) a Berlín. Part 2 es va estrenar en cinemes (en lloc de veure's en línia) al seminari artístic Who Makes And Owns Your Work a Estocolm 2007. Malgrat els principis del mateix seminari (organitzat a través d'una wiki pública en un procés d'un any), la participació de Piratbyran va despertar els finançadors del seminari, el Comitè Suec de Beques per a les Arts, a prohibir el logotip de Piratbyran al material de màrqueting del seminari juntament amb el seu. La solució dels iniciadors del seminari va ser afegir un punt adhesiu negre sobre el logotip, que es va treure fàcilment. Una altra condició donada pel comitè era que hi assistís un moderador o un portaveu contra la pirateria per equilibrar el debat.

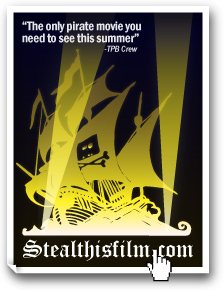
La maqueta del cartell de la pel·lícula va utilitzar el logotip de The Pirate Bay

El documental es va llançar oficialment per compartir fitxers peer-to-peer mitjançant xarxes peer-to-peer el 28 de desembre de 2007 i, segons els cineastes, es va descarregar 150.000 vegades en els tres primers dies de distribució. Pirate Bay va animar la descàrrega de Steal This Film Two, anunciant el seu llançament al seu bloc. Steal This Film Part 2 també va ser projectada pel Pirate Cinema Copenhaguen el gener de 2008. El documental també es pot descarregar al lloc web oficial de Steal This Film.

### Llenguatge
Tant la primera com la segona part estan en anglès, majoritàriament, amb el primer diàleg en suec subtitulat en anglès. A causa del gran interès dels traductors voluntaris pel documental, la segona part té subtítols en txec, croat, danès, francès, finès, alemany, grec, hongarès, italià, polonès, portuguès, rus, espanyol, turc i ucraïnès.

## Finançament
A més del finançament de BRITDOC, els productors de Steal This Film continuen utilitzant una versió solta del Protocol Street Performer., recollint donacions voluntàries mitjançant un compte de PayPal, des del lloc web. Per al finançament futur, el director Jamie King (productor) ha escrit que ell i la League of Noble Peers proposen, un "sistema de compensació posterior a la IP" que "permet als espectadors i oients fer pagaments voluntaris directament des del client en què reprodueixen mitjans".

### Donacions
La Lliga dels Nobles Peers va demanar donacions i s'han rebut més de 30.000 dòlars EUA el 5 de juliol de 2009. Els cineastes informen que aproximadament un de cada mil espectadors està donant, la majoria entre 15 i 40 USD.

## Crèdits
Steal This Film One i Two estan acreditats com a "concebuts, dirigits i produïts" per The League of Noble Peers. Tot i que la primera part no conté atribucions personals, la segona part té crèdits complets.